# Nicole Rieu
Pour les articles homonymes, voir Rieu.
Nicole Rieu est une chanteuse (auteur-compositeur-interprète) et réalisatrice née le 16 mai 1949 à Chaumont dans la Haute-Marne, en France.

## Biographie

### Ses débuts (1966 - 1974)
Nicole Rieu débute au milieu des années 1960 au sein d'un groupe d'adolescents appelé « Les Spits ». En 1969, elle fait la rencontre de Lucien Morisse, directeur d'Europe 1 et des Disques AZ, rencontre qui va aussitôt sceller son destin. Celui-ci, enthousiasmé par la jeune chanteuse lors d'une audition, lui propose immédiatement un contrat discographique chez Disques AZ et dissuade ses parents de lui laisser continuer ses études. Elle enregistre son premier 45 tours avec Jean Musy. Dès 1969 avec ses propres compositions (Si les oiseaux pouvaient parler, Le soleil, Que dirais-tu ?, Un amour, etc.), elle chante à l'Olympia (Paris) en première partie de Daniel Guichard, de Joe Dassin, de Serge Lama, d'Enrico Macias et de Salvatore Adamo. Elle publie le 45 tours Espagne en 1970 avec la chanson J'aime tant en face B. Trois ans plus tard, en 1973, elle est repérée par Barclay avec qui elle signe un contrat de disque. Nicole connaît alors, dès son arrivée, un très grand succès avec la chanson Je suis, une chanson dont la musique est composée par André Georget et Jean-Pierre Mirouze et le texte est écrit par Mitzi Bravine, et qui s'avère être un énorme tube sur les ondes radiophoniques. Sa carrière populaire est alors lancée. Le compositeur Jean-Pierre Goussaud lui signe la chanson Homme en 1974, et l'année suivante, Nicole publie son premier album solo, le disque Naissance.

### Sa pleine carrière (1975 - 1982)
Dès 1975, les succès sur disques de Nicole Rieu vont s'accumuler. Parmi ceux-ci, on retient en particulier Ma maison au bord de l'eau, Je m'envole, En courant (adaptation de Do You Know Where You're Going to, chanson originellement interprétée par Thelma Houston et popularisée par Diana Ross dans le film Mahogany), Je sais que ça va m'arriver, L'immigrant et La vie ça danse, mais aussi Ils sont partis de la ville, Un peu de soleil sur ma pelouse, Nicole tu es folle, Il aurait voulu voir la mer, Ton premier cri ainsi que Gospel. Après avoir été sélectionnée en interne devant Pascal Auriat, Nicole Croisille, Guy Mardel & Chantal Goya, Evelyne et Dani, Nicole Rieu a l'honneur de représenter la France au concours Eurovision qui se déroule à Stockholm en Suède. Elle interprète la chanson Et bonjour à toi l'artiste écrite par Pierre Delanoë et composée par Jeff Barnel (4e place sur 19 au classement final, et elle a remplacé Dani qui devait représenter la France avec la chanson de Serge Gainsbourg Comme un boomerang). Elle interprétera ensuite sa chanson Et bonjour à toi l'artiste en six langues (français, anglais, allemand, italien, espagnol et japonais). Cette chanson la fait d'ailleurs connaître davantage à l'extérieur de l'Hexagone, notamment au Québec où les chansons Je m'envole, En courant, Je sais que ça va m'arriver et Ma maison au bord de l'eau sont très populaires.
Elle fait de nombreux concerts en Europe et va au Québec en 1976 pour le lancement de son album Le ciel c'est ici ainsi que pour une première tournée, puis y retourne en 1977 pour l'enregistrement d'un album complet sous la supervision du compositeur québécois Paul Baillargeon (l'album Si tu m'appelles, enregistré aux Studios Son-Québec de Montréal et Saint-Charles de Longueuil). Elle enregistre Sahel vivant et Concerto pour le rêve en 1978 et cette année-là, elle participe auprès de Didier Marouani, de Jean-Michel Caradec et de Nicolas Peyrac notamment, à la comédie musicale "Le rêve de mai" dont les musiques sont signées par Didier Marouani sur un livret de Simon Monceau et dont l'album conceptuel paraît à l'occasion du 10e anniversaire des événements de Mai 1968. Nicole y interprète, entre autres, les chansons Les enfants de mai et Les gens se sont mis à parler.
Nicole gagne ensuite, au Midem de Cannes, le Grand Prix de la chanson de l'Hexagone d'Or en 1979 avec sa chanson fétiche La goutte d'eau, un texte signé Simon Monceau et dont l'air, composé par Nicole elle-même, est basé sur le grand standard irlandais The foggy dew. Nicole publie la même année l'album La goutte d'eau qui, outre ce désormais classique, contient les chansons Premier cri de femme (texte de Simon Monceau), Quinze ans hier, Je n'ai pas pris son nom et Les hommes heureux. Deux ans plus tard, en 1981, après un séjour de presque dix ans chez Barclay, la chanteuse enregistre l'album Zut réalisé et arrangé par Norbert Galo (produit par Simon Monceau, auteur de nombreux textes) chez RCA Victor, disque qui contient les chansons Palmiers peints, Station lunaire, P'tit bout de laine et Vient le vent, et elle prend ensuite un temps d'arrêt afin d'élever son fils Julien loin de Paris.
Si Nicole Rieu aime écrire et composer elle-même ses propres chansons, il n'est pas rare par contre qu'elle fasse appel à certains grands noms de la chanson française afin d'enrichir son répertoire. C'est ainsi que dans sa discographie, on y retrouve les noms d'Eddy Marnay (Le ciel c'est ici en 1976, Pour savoir t'aimer en 1998), Claude Lemesle (La vie ça danse en 1976, L'aventure c'est l'amour en 1998), Jacques Yvart (Ma maison au bord de l'eau en 1975), Serge Sala (souvent aux côtés de Nicole elle-même : L'enfant qui viendra et Naissance en 1975, C'est pas un problème en 1979, etc.), le tandem Pierre Grosz et Paul Baillargeon (Il aurait voulu voir la mer en 1976, La fille de Saint-Hilaire en 1977, etc.), le poète espagnol Federico García Lorca (Le jardin sous la pluie en 2001), le poète français Louis Aragon (Nuit de lumière en 1986), Jannick Top (J'suis frustrée en 1979) et Pierre Delanoë (Et bonjour à toi l'artiste en 1975, En courant en 1976). Elle reprend même, à sa façon, la chanson Tous les cris les SOS de son ami Daniel Balavoine ainsi que le grand succès des légendaires Beatles, John Lennon et Paul McCartney, intitulé Let It Be.
Nicole Rieu travaille aussi avec d'autres artistes. Dès 1975, elle participe à de nombreuses émissions de télévision dans lesquelles elle chante souvent en duo avec d'autres artistes de renom. Elle chante notamment avec Charles Aznavour (Il faut savoir en 1975), avec Daniel Guichard (Chanson pour Anna en 1976), avec Michel Fugain et sa Compagnie (Nicole tu es folle en 1978), puis avec Sacha Distel et Demis Roussos… En 1977 et 1979, elle signe plusieurs textes pour les deux albums du chanteur et musicien Serge Sala, puis plus tard elle écrit pour Isabelle Aubret (Femme comme moi en 1989). Elle chante aussi en duo avec Daniel Facérias (Où est-il ? et Filles de Jérusalem réalisé par Norbert Galo en 1987) et participe vocalement à son album Laisse faire la lumière publié en 1988. Possédant une voix magnifique, elle est l'un des grands talents de la chanson française.

### Suite de carrière (1983 - 2009)
Continuant par la suite de graver des albums de façon sporadique (dont un disque de Noël en 1986 et quelques albums pour enfants sur des textes de Marcel Dazin) et de connaître encore quelques succès (Toute ma vie en 1986, Le type qui tape en 1986, Le droit d'amour en 1987, Nomade et Marie en 1993…), Nicole Rieu préfère de loin partir en tournée aux quatre coins de la francophonie afin de rencontrer son public. C'est ainsi qu'après le lancement de son album Pêcheur d'éponges en 1993, elle part pour une longue tournée en France en 1994 puis elle donne des concerts à Montréal, au Théâtre Le Gesù, en juin 1995.
Amoureuse de la langue française, elle ne cesse d'écrire des albums d'une grande qualité, parlant toujours de paix, d'égalité et d'amour universel (Vas-y en 1998, Ah Ah en 2001…) et elle participe à de nombreuses comédies musicales, citons : rôle principal dans Marie-Madeleine dont la mise en scène est de Michael Lonsdale, sur des musiques et des textes de Patrice et Roger Martineau, en 2002 ; rôle principal dans Camargue rouge présentée au Festival d'Avignon en 2005-2006. Elle effectue un retour sur disque en 2007 avec l'album acoustique En voix sur lequel elle signe elle-même de nouveaux titres (dont La muse et Je veux qu'on s'aime) et refait encore de nombreux concerts, dont plusieurs soirs au Théâtre du Renard à Paris (du 13 au 24 mars 2007). Le DVD du concert paraît un an et demi plus tard, en novembre 2008. Elle donne aussi des ateliers et des stages de chansons un peu partout en France, sous un titre qui représente bien l'artiste : Je chante, donc je suis. En juillet 2007, au Chêne Noir à Avignon, elle présente avec le chanteur Loumy un spectacle musical intitulé Le camion. Elle publie deux nouveaux albums à l'automne 2008 : tout d'abord Jardins, Vol. 1, qui est un album de dix-neuf titres contenant notamment les chansons Être, Vert, Le chant de la Terre et Sur les rives et les coteaux du Rhône, ainsi qu'un deuxième album de Noël intitulé Noël, chants d'espoirs.

### Sa carrière depuis 2010

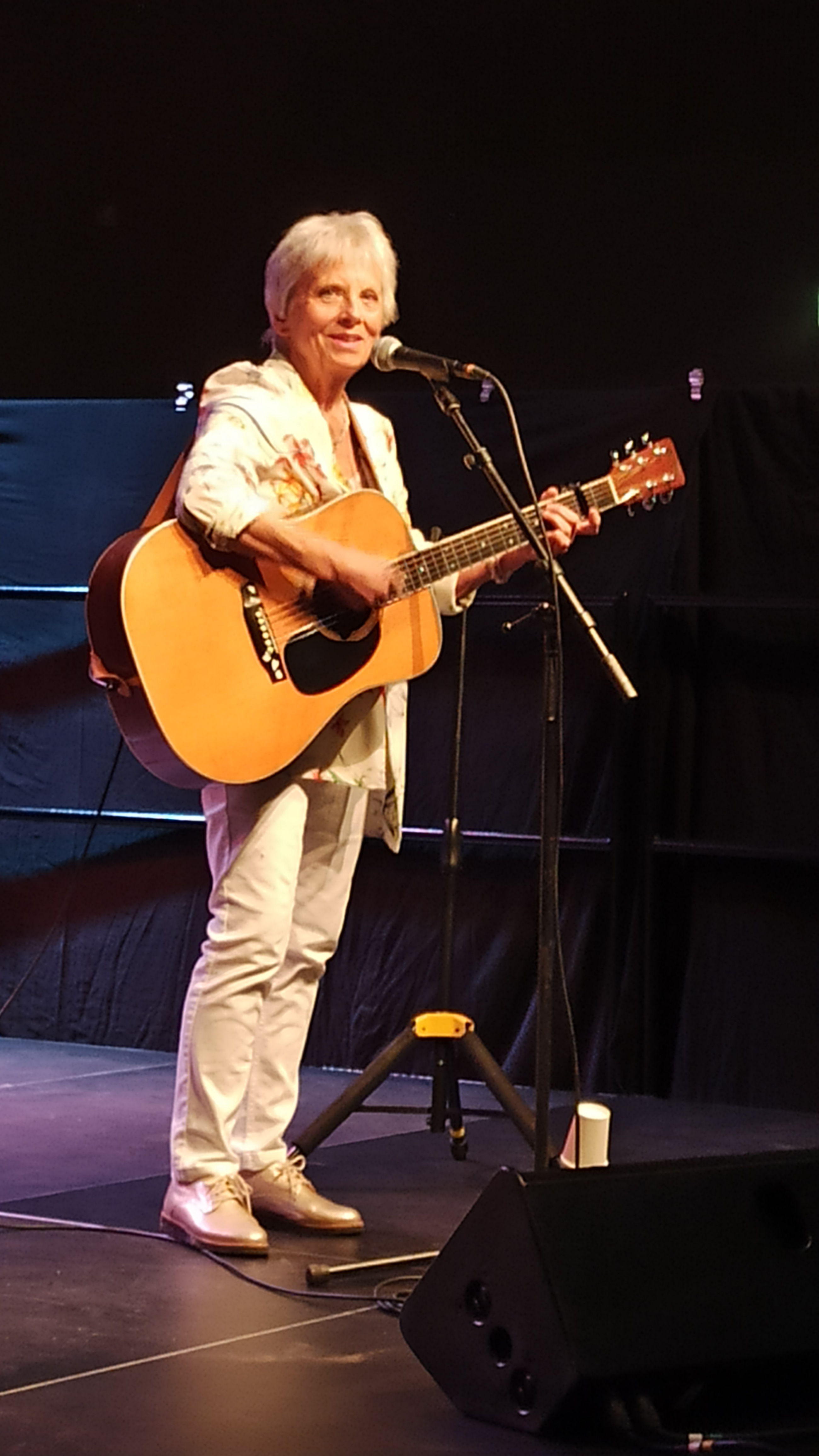
Nicole Rieu en concert à Aniche salle Claudine Normand le 5 février 2023

En 2010, Nicole Rieu lance un album intitulé Femmes qui, comme son titre l'indique bien, se veut un hommage à toutes les femmes du monde. Parmi les nouveaux titres que contient le disque, il y a Quand t'es tout seul, Avant-dernier voyage, Née, nue et Le chemin de la liberté ainsi que trois chansons écrites en collaboration avec son fils Julien Rieu de Pey (Tout le monde, Reste à trouver et Escale). La chanteuse poursuit sa carrière en donnant plusieurs concerts à Paris, au Théâtre Essaïon, tout au long de l'automne 2010 et de l'hiver 2011, puis de l'automne 2011 et de l'hiver 2012, et encore à l'hiver 2013.
Pour la saison 2012 - 2013, elle est présente sur la tournée Âge tendre et Têtes de bois saison 7 auprès de Philippe Lavil (qui est l'invité d'honneur et le parrain de cette saison 7), Richard Anthony, Michel Delpech, Alice Dona, Jeane Manson, Francis Lalanne, Catherine Lara et plusieurs autres. En février 2014, elle publie l'album Jardins, Vol. 2, la suite du premier paru six ans plus tôt.
Depuis 2013, elle a écrit un spectacle à partir de chansons de son album Femmes (2010). C'est ainsi qu'est née la structure d'une narration à deux voix sur Olympe de Gouges, célèbre militante des Droits de l'Homme et féministe engagée avant-gardiste de la Révolution Française. Nicole a fait appel à son amie Marie-Christine Descouard, comédienne, pour déclamer chants et textes lus évoquant la vie de ce personnage historique cher à la chanteuse. Le spectacle a été joué à Paris, au Théâtre Essaïon, en janvier 2014, puis en décembre 2014, janvier 2015, mars 2015 à Villemur sur Tarn, Saint-Gaudens (Haute-Garonne) et encore à Toulouse et Seix (Ariège).
Au printemps 2016, la chanteuse québécoise Amélie Veille lui rend un bel hommage en reprenant avec succès sa populaire chanson En courant, titre qu'elle publie sur son album intitulé Les moments parfaits. À l'été de cette même année, Nicole Rieu retourne en studio et enregistre l'album Où vont les mots ? qu'elle publie à la fin de l'automne. Elle refait le Théâtre Essaïon en 2017 afin de promouvoir ce nouvel opus qui contient les propres textes et compositions de l'artiste parmi lesquels : Les chemins de halage, Elle respire, Enfants de la fratrie, Un habitant de la Terre et L'Indienne. Dans le disque se glisse aussi L'âge d'or qu'elle chante en hommage au grand Léo Ferré.
En janvier 2018, elle publie un autre disque pour enfants, intitulé celui-là Jours de fête, Nicole Rieu et Les enfants. Au même moment, le label Barclay / Universal, en collaboration avec la maison de disques Marianne Mélodie, publie dans un double coffret l'intégrale des années Barclay de la chanteuse, c'est-à-dire les 50 chansons qui furent gravées entre 1974 et 1979 (Les années Barclay (1974 - 1979)). Enfin, à l'automne 2018, l'artiste propose une douzaine de nouveaux titres qui forment ses Jardins, Vol. 3.
En mars 2023, la chanteuse effectue son grand retour sur disque en publiant l'album Et la vie coulait. La chanson du même titre, qui existe en vidéoclip et qui paraît à l'automne 2022, en est le premier extrait. Elle est suivie par la chanson Les baleines et les coquelicots en guise de deuxième extrait lancé en même temps que l'album.

## Discographie

### Albums
- 1973 : Attention (Barclay, BAR-80503) : 2 chansons sur l'album, signées Jean-Pierre Mirouze, André Georget & Mitzi Bravine
- 1975 : Naissance (Barclay, 90060, publication québécoise : Barclay - 80238)[6]
- 1976 : Le ciel c'est ici (Barclay, 90209, publication québécoise : Barclay - 80266)[7]
- 1977 : Si tu m'appelles (Barclay, 90148, publication québécoise : Barclay - 80279)[8]
- 1978 : Le rêve de mai (Philips, 66641-813)
- 1979 : La goutte d'eau (Barclay, 96016, publication québécoise : Barclay - 80296)[9]
- 1981 : Zut (RCA Victor, PL-37561)[10]
- 1983 : Bonjour la fête ! Nicole Rieu chante pour les enfants, Vol. 1 et 2 (Disques Corélia, Prod. Sel Levain, SEL-300210-300215) (réédition en CD en 1993, Disques Corélia - CC-893738)[11]
- 1984 : Nicole Rieu chante pour les enfants avec Armen Djerrahian (Warner - Flarenasch, 724663)
- 1986 : Nicole Rieu chante Noël (Disques Corélia, 586-549) (réédition en CD en 1993)[12]
- 1993 : Pêcheur d'éponges (Disques Chêne, 162041)[13]
- 1998 : Vas-y (Disques Yvon Chateigner, YC-187772)[14]
- 2001 : Ah Ah (Disques Yvon Chateigner, YC-144502)[15]
- 2002 : Marie-Madeleine (Productions Miracos)
- 2005 : Camargue rouge (Productions Miracos, MY999)
- 2007 : En voix (Édina Music / Nocturne, YC-280882-NT-097)
- 2008 : Jardins, Vol. 1 (Productions Miracos, JAR-9)
- 2008 : Noël, chants d'espoirs (Productions Miracos)
- 2010 : Femmes (Productions Miracos)
- 2014 : Jardins, Vol. 2 (Productions Miracos, JAR-2)
- 2016 : Où vont les mots ? (Productions Miracos, MOTS09)[16]
- 2018 : Jours de fête, Nicole Rieu et Les enfants (Disques EPM / Universal)
- 2018 : Jardins, Vol. 3 (Productions Miracos, JAR-3)
- 2023 : Et la vie coulait (Productions Miracos et Boomerang Production)[17]

### Compilations
- 1981 : Turbo Star (Compilation de 16 titres) (Barclay)
- 1988 : Compilation Master Série (Barclay - PolyGram)[18]
- 1995 : Le meilleur de Nicole Rieu (Sergent Major Cie)
- 1998 : Compilation Master Série (Nouvelle version) (Universal)
- 2009 : Nicole Rieu (Compilation de 13 titres dont "La goutte d'eau", "Nomade" et "Je suis") (Sergent Major Cie)
- 2018 : Les années Barclay (1974 - 1979) - Coffret de deux CD (Barclay / Universal - Marianne Mélodie)[19]

### Simples

#### Titres n'apparaissant que sur format 45 tours ou sur CD simple
- 1969 : Si les oiseaux pouvaient parler - Que dirais-tu ? - Le soleil - Un amour (Disques AZ)
- 1970 : Espagne - J'aime tant (Disques AZ)
- 1974 : Homme - Rêver - I am (Barclay)
- 1975 : Dios te guarde buen artista - Despierta amor (Barclay)
- 1975 : Live for love (Barclay)
- 1975 : Vive l'amour (Barclay)
- 1975 : Et bonjour à toi l'artiste (Version japonaise) (Barclay)
- 1975 : Je l'aime trop pour ça (Barclay)
- 1976 : Gospel (version 45 tours) (Barclay)
- 1978 : Sahel vivant - Concerto pour le rêve (Barclay)
- 1986 : Toute ma vie - Le type qui tape (Disques B.M.A. en France et Kébec-Disque au Québec)
- 1986 : Le type qui tape - Je suis l'amour (Disques B.M.A. en France et Kébec-Disque au Québec)
- 1987 : Le droit d'amour - Jusqu'au soleil (Disques B.M.A.)
- 2006 : Je veux qu'on s'aime - La muse (Productions Miracos)

#### Titres extraits de ses divers albums
- 1973 : Je suis - Dedans dehors (Chansons extraites de l'album Attention, Barclay)
- 1975 : Let It Be (Chanson extraite de l'album Naissance, Barclay)
- 1975 : Et bonjour à toi l'artiste - La mandarine (Chansons extraites de l'album Naissance, Barclay)
- 1975 : Ma maison au bord de l'eau (Chanson extraite de l'album Naissance, Barclay)
- 1976 : Je m'envole - Ils sont partis de la ville (Chansons extraites de l'album Le ciel c'est ici, Barclay, pour la France)
- 1976 : Je m'envole - Je sais que ça va m'arriver (Chansons extraites de l'album Le ciel c'est ici, Barclay, pour le Québec)
- 1976 : En courant - Gospel (Chansons extraites de l'album Le ciel c'est ici, Barclay)
- 1977 : La vie ça danse - Le ciel c'est ici (Chansons extraites de l'album Le ciel c'est ici, Barclay)
- 1977 : L'immigrant - Il aurait voulu voir la mer (Chansons extraites de l'album Le ciel c'est ici, Barclay)
- 1977 : Nicole tu es folle - Au marché du boulevard (Chansons extraites de l'album Si tu m'appelles, Barclay)
- 1978 : Les enfants de mai - Les gens se sont mis à parler (Chansons extraites de l'album Le rêve de mai, Philips)
- 1979 : La goutte d'eau - Premier cri de femme (Chansons extraites de l'album La goutte d'eau, Barclay)
- 1981 : Zut - Lavabo (Chansons extraites de l'album Zut, RCA Victor)
- 1993 : Pêcheur d'éponges - Voyou-Voyelle (Chansons extraites de l'album Pêcheur d'éponges, Disques Chêne)
- 1993 : Pas sérieux - Terre d'Ariège - Nomade (Chansons extraites de l'album Pêcheur d'éponges, Disques Chêne)
- 1998 : Vas-y - Instrumental (Chanson extraite de l'album Vas-y, Disques Yvon Chateigner)
- 1998 : Layana - Instrumental (Chanson extraite de l'album Vas-y, Disques Yvon Chateigner)
- 2001 : Âme du monde (Chanson extraite de l'album Ah Ah, Disques Yvon Chateigner)

### DVD des concerts
- 2008 : En voix (DVD du concert donné au Théâtre du Chien qui fume à Avignon)
- 2012 : Femmes (DVD du concert donné au Théâtre Essaïon à Paris)

## Participations à d'autres albums
- 1977 : Serge Sala - Je suis né sous le soleil (Barclay) - Divers textes
- 1979 : Serge Sala - J'ai pas d'pays (Polydor) - Divers textes et chœurs
- 1985 : Chorale de la Cathédrale de Chartres avec groupe vocal Rythme et Lumière, réalisation Marcel Dazin - Home-Varaville Studio
- 1987 : Daniel Facérias – « Où est-il ? » et « Filles de Jérusalem » (Disques B.M.A.) - Duos avec D. Facérias
- 1988 : Daniel Facérias - Laisse faire la lumière (Disques B.M.A.) - Chœurs
- 1989 : Isabelle Aubret - 1989 (Disques Meys) - Texte « Femme comme moi »
- 1992 : Noëls d'antan, Noëls de notre temps - Sélection de titres internationaux de Noël (Disques PolyGram du Canada) - Chanson « Dans une étable obscure »
- 1994 : Collection Or - Master Série Vol. 1 (Disques PolyGram du Canada) - Chanson « En courant »
- 1994 : 20 chansons formidables - The sound of France Vol. 3 (BR Music) - Chanson « Et bonjour à toi l'artiste »
- 2001 : Femme(s) - Collectif de chanteuses françaises (Disques Yvon Chateigner) - Chanson « Vas-y »
- 2001 : Tombée(s) en amour - Collectif de chanteuses françaises (Disques Yvon Chateigner) - Chanson « Pour savoir t'aimer »
- 2006 : François Corbier - Tout pour être heureux (Mosaic Music Distribution) - Chanson « C'était le bon temps »
- 2006 : Les Grandes Dames de la chanson française - Collectif de chanteuses françaises (Production Octave - Universal Canada) - Chanson « Je m'envole »
- 2008 : Des chansons en or - Collectif de chanteurs français (Disques XXI-21 - Universal Canada) - Chanson « Ma maison au bord de l'eau »
- 2009 : Le plaisir est dans la boîte - Collectif de chanteurs français (Disques XXI-21 - Universal Canada) - Chanson « En courant »
- 2015 : Claude Lemesle et ses interprètes (Universal) - Chanson « La vie ça danse »
- 2017 : L'Eurovision en Français - Les 100 plus belles chansons du concours 1956-2016 (Universal - Marianne Mélodie) - Chanson « Et bonjour à toi l'artiste »
- 2018 : La génération 68 en chansons - Coffret 2 CD (48 titres) (Universal - Marianne Mélodie) - Chanson « Les enfants de mai »

## Anecdotes
- Nicole Rieu interprète, en 1981, la chanson thème du film Le Roi des cons du réalisateur Claude Confortès. La chanson s'intitule « Monsieur Esclave et Mister Love », et la production, une comédie, met en vedette l'acteur Francis Perrin et l'actrice Marie-Christine Descouard. Cette dernière retrouve Nicole Rieu en 2013 à l'occasion du spectacle sur Olympe de Gouges mélangeant chants et textes lus.
- La chanson Je suis est reprise en 2001 par Jessica Marquez sur le premier album de la saison 1 de Star Academy.